# Matthias Dunkel
Matthias Dunkel (* 6. Mai 1961 in Bad Schlema) ist ein ehemaliger deutscher Sportschütze im Wurfscheibenschießen in der Disziplin Skeet.

## Leben und Karriere
Dunkel war Teilnehmer der Olympischen Spiele 1992 in Barcelona und nahm am Skeet-Wettkampf teil, er belegte Platz 50. 1986 wurde er mit der Mannschaft bei der Weltmeisterschaft im heimischen Suhl Vizeweltmeister und ein Jahr später wurden sie Europameisterschafts-Dritte. Nach der Wiedervereinigung belegte Dunkel bei der EM in Istanbul den Dritten Platz und mit der Mannschaft wurde er Europameister.
Matthias Dunkel wurde zweimal DDR-Meister, zweimal DDR-Vizemeister und erhielt einmal Bronze und wurde nochmal 1991 Doppel-Deutscher Meister im Einzel- und Mannschaftswettkampf in München.